# Chao Phraya
Il Chao Phraya  (in thailandese แม่น้ำเจ้าพระยา, Maenam Chao Phraya; ) è uno dei due principali fiumi della Thailandia. Scorre nella pianura alluvionale, formata da esso e dai suoi affluenti.

## Etimologia
In molte mappe europee datate, il fiume è denominato semplicemente Menam o Mae nam (in thailandese แม่น้ำ), parola che tradotta significa "fiume". L'agrimensore James McCarthy della Royal Geographical Society, che lavorò come direttore generale degli agrimensori siamesi, scrisse che Me nam è un termine generico composto da me (madre) e nam (acqua), mentre l'epiteto Chao P'ia è volto ad indicare il fiume principale del Regno del Siam.
Herbert Warington Smyth, un navigatore, scrittore ed esploratore britannico che lavorò come direttore del dipartimento delle miniere del Siam dal 1891 al 1896, si riferisce al fiume nel suo libro del 1898 chiamandolo «Me Nam Chao Phraya».
Nei media in lingua inglese presenti in Thailandia, il Chao Praya è spesso chiamato River of Kings (in italiano "fiume dei re").

## Geografia
Il fiume si forma nel centro-nord del paese, alla confluenza dei fiumi Ping, lungo 658 km, e Nan, lungo 740 km, a Nakhon Sawan e scorre per 372 km verso sud bagnando Bangkok prima di gettarsi nel golfo di Thailandia. Il bacino idrografico formato dal Chao Phraya, dal Nan, dal Ping e dai loro affluenti costituisce la parte continentale occidentale del paese e ha una superficie di 157 924 km², circa il 35% del paese.
Esce dalla zona montuosa nella provincia di Chainat dove si sdoppia e il fiume minore, che prende il nome Tha Chin, scorre parallelo al Chao Phraya sfociando 35 km a ovest dello stesso. Verso il mare questi due fiumi si diramano e insieme formano un unico delta.
Nel sud della stessa provincia è stata costruita sul Chao Phraya nel 1957 la prima diga della Thailandia. Dopo tale diga il fiume alimenta una fitta rete di canali usati per l'irrigazione delle innumerevoli risaie e per il drenaggio delle un tempo paludose aree situate verso sud.
Il terreno di questa pianura era in gran parte coperto da foreste pluviali e paludi prima della bonifica, che se da una parte ha favorito l'agricoltura e l'urbanizzazione, dall'altra ha determinato la scomparsa da queste zone di numerose specie animali selvatiche quali l'elefante asiatico, la tigre indocinese, il rinoceronte di Giava, ecc.
Sia il fiume che tutti i suoi affluenti scorrono per intero all'interno dei confini dello Stato, bagnando diverse città tra cui Nakhon Sawan, Chainat, Ayutthaya, Pathum Thani, Bangkok e Samut Prakan. La maggior parte dei ponti che lo attraversano sono nella zona di Bangkok, fra gli altri va citato il Rama VIII, inaugurato nel 2002, mirabile esempio di ingegneria moderna.
Costituisce ancora oggi l'asse di trasporto e di commercio più importante del paese e la sua valle è una regione di grande produzione di riso. Imponenti chiatte lo solcano trasportando ingenti quantità di merci. Il porto di Bangkok sorge sulla riva sinistra in un quartiere centrale della città. Sempre a Bangkok è attivo il servizio Chao Phraya Express Boat eseguito con motobattelli per il trasporto pubblico e vi sono inoltre dei traghetti per l'attraversamento del fiume e dei taxi fluviali per mezzo di imbarcazioni chiamate longtail boat.

## Trasporti

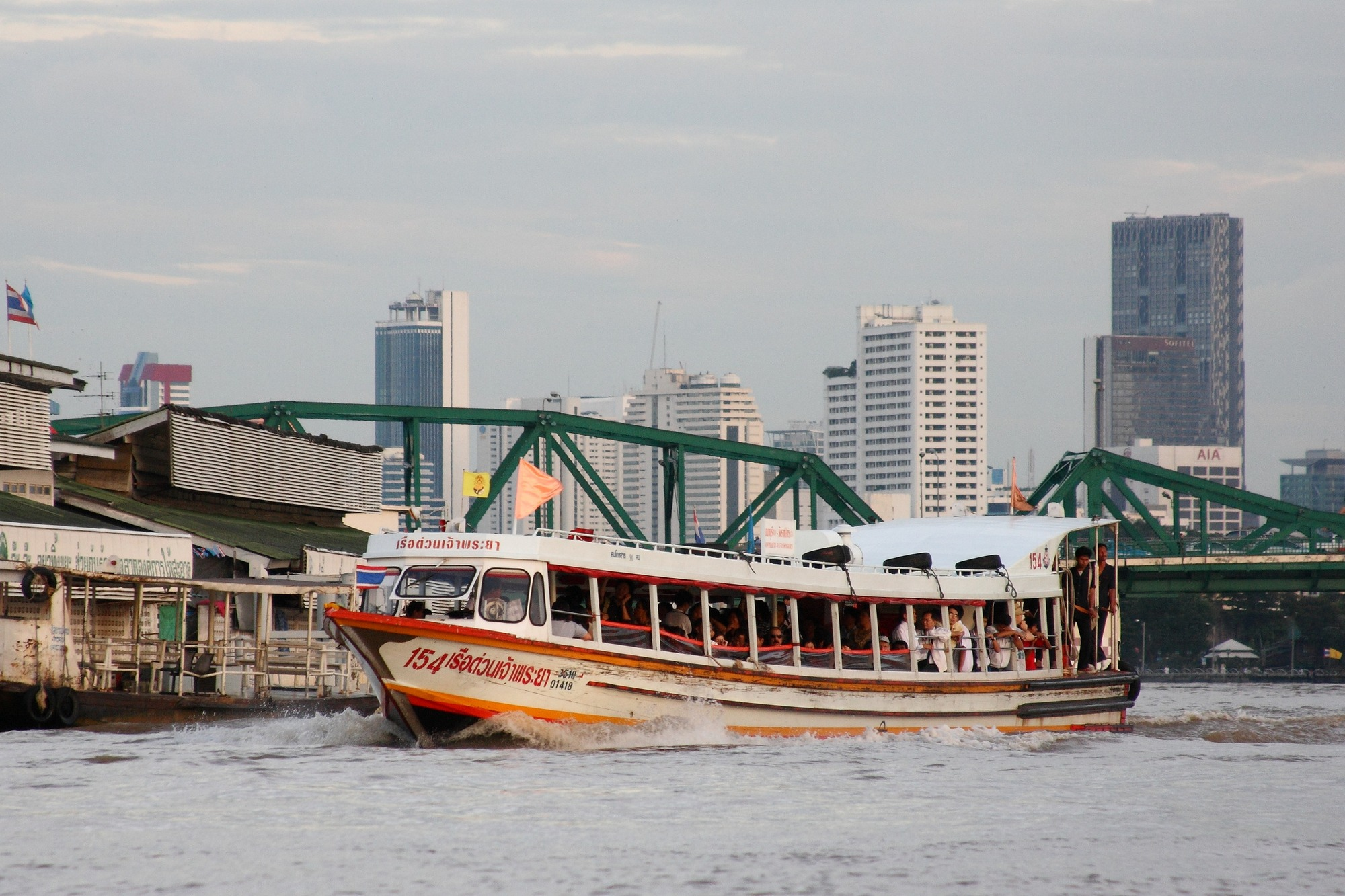
Il Chao Phraya Express Boat in servizio sul fiume

I ponti che attraversano il Chao Praya a Bangkok sono tra i più importanti del Paese: il ponte Rama VI, il ponte Phra Pinklao situato vicino al grande palazzo reale, il ponte Rama VIII, il ponte Rama IX e il ponte Bhumibol. Nella capitale, il fiume è un importante luogo dove viaggiano diversi mezzi di trasporto marittimi, come autobus fluviali, traghetti fluviali e taxi d'acqua (longtail). Nel letto del fiume operano più di quindici linee di battelli, come il servizio Chao Phraya Express Boat, che trasporta più di tredici milioni di passeggeri all'anno.